# Salvador García
Salvador García Puig (Sant Adrià, 4 de março de 1961) é um ex-futebolista e treinador espanhol, que atuava como defensor.

## Carreira
Salvador García fez parte do elenco da Seleção Espanhola de Futebol da Eurocopa de 1984.